# 奈良県立病院機構
地方独立行政法人奈良県立病院機構（ならけんりつびょういんきこう）は、2014年（平成26年）4月1日設立の地方独立行政法人である。
2024年8月現在、3つの病院を運営している。
本部事務局を奈良県総合医療センター内に置く。

## 医療施設
- 奈良県総合医療センター（旧奈良県立奈良病院、前身は奈良県立医科大学付属奈良病院）
- 奈良県西和医療センター（旧奈良県立三室病院）
- 奈良県総合リハビリテーションセンター

## 教育研修施設
- 医療専門職教育研修センター（総合医療センター内に設置）
- 奈良看護大学校（西和医療センターに隣接、旧奈良県立病院機構看護専門学校、当初は奈良病院・三室病院それぞれの看護専門学校）